# Pambolus leponcei
Pambolus leponcei är en stekelart som beskrevs av Van Achterberg och Braet 2004. Pambolus leponcei ingår i släktet Pambolus och familjen bracksteklar. Inga underarter finns listade i Catalogue of Life.